# Spare Parts (película)
Spare Parts es una película coproducción estadounidense-mexicana estrenada en 2015 dirigida por Sean McNamara y producida por David Alpert, Rick Jacobs, Leslie Kolins Small, George Lopez, y Ben Odell. Está basada en una historia verdadera de un grupo de estudiantes de secundaria que compiten en una competición de robots debajo del agua, de Joshua Davis.

## Sinopsis
Un grupo de cuatro estudiantes ganan el primer premio en una competencia de robots. Los cuatro norteamericanos eran inmigrantes indocumentados de México.

## Reparto
- George Lopez como Fredi Cameron (un profesor)
- Jamie Lee Curtis como la directora del instituto de secundaria.
- Carlos PenaVega como Óscar Vázquez.
- Esai Morales
- José Julián
- David Del Rio
- Óscar Gutiérrez
- Alexa PenaVega
- Alessandra Rosaldo
- Marisa Tomei como Gwen (una profesora).

## Recepción
La película recibió críticas mixtas. En Rotten Tomatoes, la película tiene un 52% basado en 21 críticas. En Metacritic, la película tiene un 50 sobre 100, basado en 15 críticas.